# Дарьино (Гафурийский район)
Да́рьино (баш. Дарьино) — деревня в Гафурийском районе Республики Башкортостан Российской Федерации. Входит в состав Белоозерского сельсовета.

## География

### Географическое положение
Расстояние до:
- районного центра (Красноусольский): 25 км,
- центра сельсовета (Белое Озеро): 1 км,
- ближайшей ж/д станции (Белое Озеро): 1 км.

## Население
| 2002 | 2009 | 2010 |
| ---- | ---- | ---- |
| 296  | ↗323 | ↘250 |

### Национальный состав
Согласно переписи 2002 года, преобладающая национальность — русские (45 %).